# Pascal Koiran
Pascal Koiran est un enseignant-chercheur en informatique théorique français, né le 11 juin 1969 dans le 17e arrondissement de Paris. Il travaille dans le laboratoire de l’informatique du parallélisme (LIP) de l’École normale supérieure de Lyon.

## Biographie
Pascal Koiran est né à Paris et déménage lorsqu’il a sept ans à Combs-la-Ville. Il entre dans la classe préparatoire scientifique au lycée Louis-le-Grand en tant qu’interne en 1986. Il entre ensuite à l’École normale supérieure de Lyon en 1988, où il fait sa thèse avec comme directeur Michel Cosnard. Il fait son post-doctorat à l’université Rutgers aux États-Unis.
Il est embauché au CNRS à Lyon en 1995 et devient professeur à l’ENS Lyon en 2000.

## Travaux, prix et distinctions

### Travaux
Les domaines de recherche principaux de Pascal Koiran sont :
- Les bornes inférieures
- Les automates quantiques
- Les polynômes creux
- La théorie des modèles
- L’indécidabilité et les systèmes dynamiques
- La complexité algébrique
- La théorie algorithmique de l'apprentissage

### Prix et distinctions
Il est distingué en 1993 par le prix Matchtey pour son article "A Weak Version of the Blum, Shub & Smale model", ainsi que par le prix du meilleur article du Journal of Complexity en 1996 pour son article "Hilbert´s Nullstellensatz is in the Polynomial Hierarchy".
Il reçoit en 1999, la médaille de bronze du CNRS dans la section d’informatique. Depuis 2006, il est membre junior de l'Institut universitaire de France,.
Pascal Koiran est un des “100 Français qui feront l’an 2000” d’après Le Point.